# Brewer & Shipley
Brewer & Shipley zijn een Amerikaans folkrockduo, dat eind jaren 1960 tot en met de jaren 1970 zijn grootste succes kende en bestond uit de singer-songwriters Mike Brewer (geboren in 1944) en Tom Shipley (geboren in 1941). Ze stonden bekend om hun ingewikkelde gitaarwerk, vocale harmonieën en sociaal bewuste teksten die de zorgen van hun generatie weerspiegelden, vooral de oorlog in Vietnam en de strijd voor persoonlijke en politieke vrijheid. Hun grootste commerciële succes was het nummer One Toke Over the Line van hun album Tarkio uit 1970. Ze hadden twee andere singles in de Billboard-hitlijsten: Tarkio Road (1970) en Shake Off The Demon (1971). Ze blijven optreden, zowel afzonderlijk als samen, meestal in het midwesten van de Verenigde Staten.

## Bezetting
- Mike Brewer[4]
- Tom Shipley[5]

## Geschiedenis
De wegen van de twee inheemsen uit het midwesten kruisten elkaar verschillende keren bij verschillende optredens in een koffiehuis, voordat ze zich in 1968 in Los Angeles vestigden om samen muziek te schrijven en hun eerste twee albums Down in L.A. en Weeds te produceren. Hoewel gemeenschappelijke vrienden in bands als The Association en Buffalo Springfield in Los Angeles woonden, verlieten ze Californië in 1969 en keerden ze terug naar Kansas City (Missouri), waar ze een schamele boterham verdienden met het spelen in universiteitssteden. Ze ontleenden de naam van hun volgende album Tarkio aan een regelmatig optreden in Tarkio, Missouri. Dit album was hun commercieel meest succesvolle, met het nummer One Toke Over the Line dat ze bij wijze van grap schreven tijdens tijdens de voorbereiding backstage voor een optreden. One Toke Over The Line werd uitgevoerd bij The Lawrence Welk Show, een televisieprogramma dat bekend staat om zijn conservatieve, gezinsgerichte format, door een duo dat bekend staat als Gail and Dale. Aan het einde van de uitvoering van het nummer merkte Welk zonder enige ironie op: "Daar heb je een moderne spiritual van Gail and Dale gehoord". Dat zorgde ervoor dat Michael Brewer reageerde:

"De vicepresident van de Verenigde Staten, Spiro Agnew, noemde ons persoonlijk als subversief voor de Amerikaanse jeugd, maar tegelijkertijd deed Lawrence Welk iets geks uit en introduceerde het als een gospellied. Dat toont aan hoe absurd het echt is. Natuurlijk hebben we meer publiciteit gekregen dan we hadden kunnen betalen."
Brewer & Shipley hebben opgetreden met vele opmerkelijke acts, onder wie Stephen Stills, Bruce Springsteen, Black Sabbath en Jerry Garcia van Grateful Dead, die pedalsteelgitaar speelde voor Oh, Mommy.
In 1989 speelden ze samen een optreden en wat later begonnen ze weer samen te componeren en produceerden ze de twee albums SHANGHAI (1993) en Heartland (1997). Sinds de jaren 1990 blijven ze deeltijds samen toeren. In 2011 trad het akoestische duo op in Main Street in Tarkio, Missouri, ter herdenking van de 40e verjaardag van het Tarkio-album. Momenteel woont Michael Brewer buiten Branson (Missouri). Tom Shipley woont in Rolla (Missouri), waar hij deel uitmaakt van het personeel van Missouri University of Science & Technology (voordien de University of Missouri - Rolla). Hij is semi-gepensioneerd als manager van videoproducties en blijft werken aan speciale videoproducties voor de universiteit. Hij is lid van Engineers Without Borders en is twee keer naar het Amazonebekken en de Andes van Bolivia gereisd om video's voor de organisatie te produceren.

## Discografie
Lp's
- 1968: Down in L.A. (A&M Records)
- 1969: Weeds (Kama Sutra Records)
- 1970: Tarkio (Kama Sutra Records)
- 1971: Shake Off the Demon (Kama Sutra Records)
- 1972: Rural Space (Kama Sutra Records)
- 1974: ST11261 (Capitol Records)
- 1976: Welcome To Riddle Bridge (Capitol Records)
- 1989: Brewer and Shipley Greatest Hits (Pair Records)
- 1993: SHANGHAI (One Toke Productions)
- 1997: Archive Alive! (Archive Recordings)
- 1997: Heartland (One Toke Productions)
- 2001: One Toke Over the Line: The Best of Brewer & Shipley (Buddah Records)

Ep's
- 1970: Kama Sutra Records LP Sampler

Singles
- 1968: Keeper Of The Keys / I Can't See Her (A&M Records)
- 1968: Truly Right / Green Bamboo (A&M Records)
- 1968: Time And Changes / Dreamin' In The Shade (A&M Records)
- 1969: Rise Up Easy Rider / Boomerang (Buddah Records)
- 1970: People Love Each Other / Witchi-Tai-To (Kama Sutra Records)
- 1971: One Toke Over The Line / Oh Mommy (Kama Sutra Records)
- 1971: Tarkio Road / Seems Like A Long Time (Kama Sutra Records)
- 1972: Shake Off The Demon / Indian Summer (Kama Sutra Records)
- 1972: Yankee Lady / Natural Child (Kama Sutra Records)
- 1973: Black Sky (mono) / Black Sky (promo, stereo) (Kama Sutra Records)
- 1974: Fair Play (mono) / Fair Play (promo, stereo) (Capitol Records)
- 1975: Brain Damage (mono) / Brain Damage (promo, stereo) (Capital Records)

Heruitgebrachte singles
- ????: One Toke Over The Line / Oh Mommy (Flashback)
- ????: One Toke Over The Line / Tarkio Road (Collectables)
- 1978: People Love Each Other / Witchi-Tai-To (Radio Active Gold)
- 1978: One Toke Over The Line / Oh Mommy (Radio Active Gold)
- 1978: Indian Summer / Song From Platte River (Radio Active Gold)

## In populaire cultuur
- In het eerste hoofdstuk van Hunter S. Thompsons roman Fear and Loathing in Las Vegas zingt Dr. Gonzo, advocaat van Raoul Duke, de regel One toke over the line, sweet Jesus, one toke over the line terwijl de twee van Barstow naar Las Vegas rijden.
- One Toke Over the Line is een verslavingsstatus in de videogame Grand Theft Auto IV.
- Shipley, een kat in Tom Cox's Under the Paw, Confessions of a Cat Man is vernoemd naar Tom Shipley.
- In de film St. Vincent (2014) is het nummer One Toke Over the Line te horen op de koptelefoon van Bill Murray en staat het op de soundtrackcredits.